# Dendrophyllia johnsoni
Dendrophyllia johnsoni är en korallart som beskrevs av Stephen D. Cairns 1991. Dendrophyllia johnsoni ingår i släktet Dendrophyllia och familjen Dendrophylliidae. IUCN kategoriserar arten globalt som otillräckligt studerad.
Artens utbredningsområde är Indiska oceanen. Inga underarter finns listade i Catalogue of Life.